# Торичела ин Сабина
Торичела ин Сабина (итал. Torricella in Sabina) је насеље у Италији у округу Ријети, региону Лацио.
Према процени из 2011. у насељу је живело 526 становника. Насеље се налази на надморској висини од 618 м.

## Становништво
Према резултатима пописа становништва 2011. у општини је живело 1.405 становника.
| 1931. | 1936. | 1951. | 1961. | 1971. | 1981. | 1991. | 2001. | 2011. |
| ----- | ----- | ----- | ----- | ----- | ----- | ----- | ----- | ----- |
| 1.682 | 1.668 | 1.579 | 1.369 | 1.072 | 1.045 | 1.181 | 1.216 | 1.405 |